# بول كابديفايل
بول كابديفايل (بالإسبانية: Paul Capdeville)‏ هو لاعب كرة مضرب من تشيلي.

## وصلات خارجية
- بول كابديفايل على موقع رابطة محترفي التنس (الإنجليزية)
- بول كابديفايل على موقع الاتحاد الدولي لكرة المضرب (الإنجليزية)
- بول كابديفايل على موقع كأس ديفيز (الإنجليزية)
- بول كابديفايل على موقع خلاصة التنس.كوم (الإنجليزية)
- بول كابديفايل على موقع إي إس بي إن.كوم (الإنجليزية)